# 南投永興宮
23°53′35″N 120°38′17″E / 23.893101°N 120.637951°E
南投永興宮，是位於臺灣南投縣南投市永興里、八卦山山脈橫山的北帝廟，為該里的信仰中心。

## 歷史

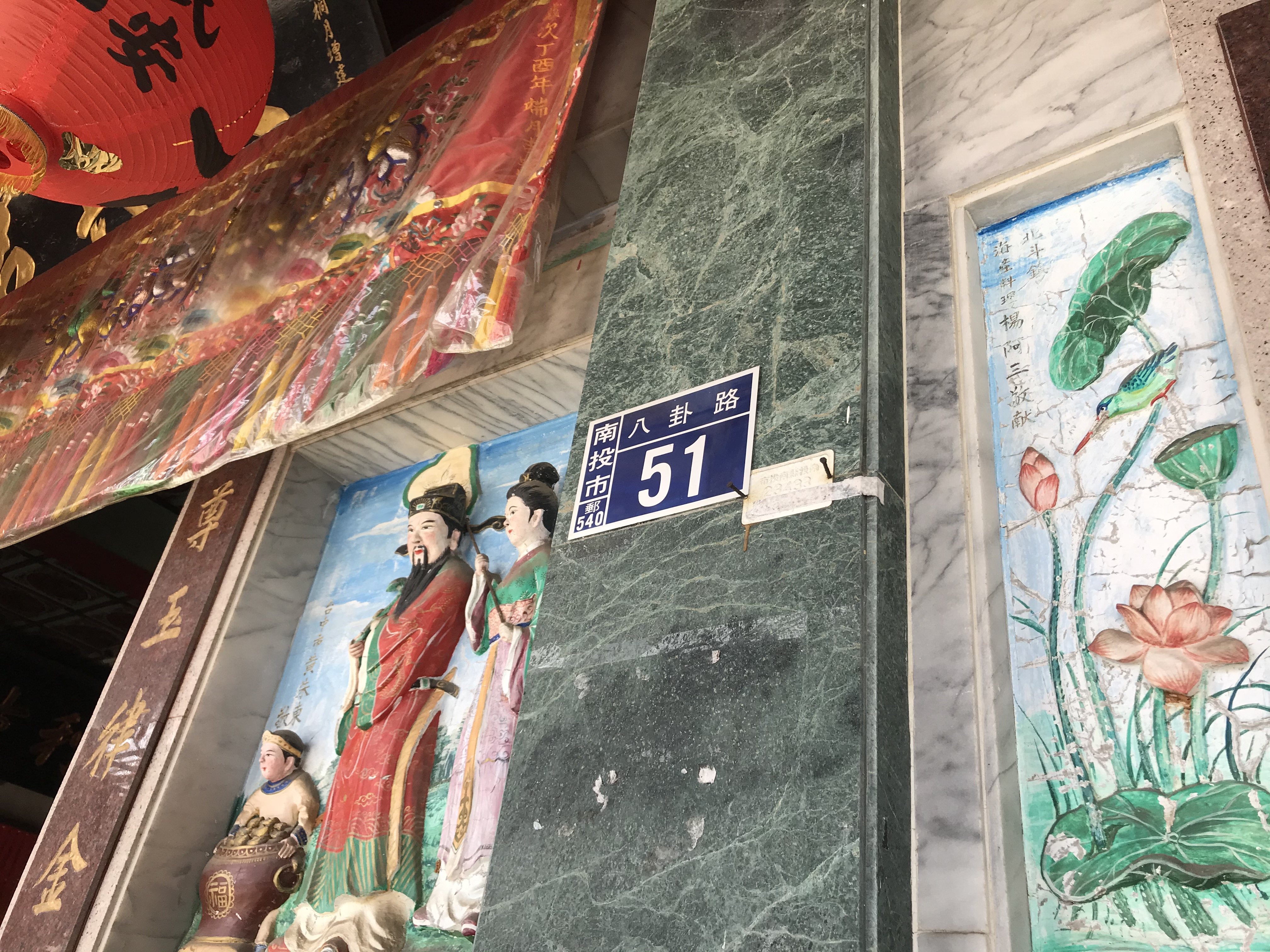
門牌為八卦路51號。

在施厝坪橫山的永興宮，是1941年從松柏嶺受天宮迎來香火。1948年永興里居民黃永章為還願建廟，由邱火生將西施坪段二三九地號土地捐出。該宮管理委員會，其中一位固定為歷任的永興里長，一是邱火生眷屬，其餘由信徒選出。初期為土磚構造，1958年改建為磚造，1984年再增建。
2018年10月31日，總統蔡英文到此廟宇揭匾。

## 祭祀
永興宮為永興里的信仰中心。除奉祀玄天上帝，以農曆三月初三為玄天上帝誕辰外，還祭祀天上聖母、三府千歲等。
當地相傳此廟的媽祖曾協調當地土地神與呂洞賓爭香火的神話。八卦台地的南投市永興、福山、鳳鳴、鳳山等四里，早年農曆大年初九玉皇大帝聖誕，都會舉辦遶境祈福儀式，後因故停辦多年，直到2013年才恢復舉行。
此廟出巡時，會在三神轎轎頂上各放一隻白雞，俗稱「白雞破煞」。市代張大川和永興宮乩童陳文廷表示，大白公雞站神轎是當地傳統，是作為玄天上帝的前導兵，負責出巡沿途中破煞之用，若過程有狀況時，雞會從神轎上飛下去，提醒陣頭遶境結束後則給有緣人帶回飼養。